# Lago Ariamacina
Il lago Ariamacina è un lago artificiale situato in Sila nella provincia di Cosenza, a 1316 metri sul mare.
È il quarto invaso artificiale per ordine di grandezza, ad essere realizzato in Sila.

## Morfologia
Fu creato tra il 1953 e il 1955, nei pressi del lago di Cecita e all'interno del Parco nazionale della Sila, dalla Società Meridionale di Elettricità sbarrando il corso del fiume Neto allo scopo di creare un bacino idroelettrico.